# Konsulat Generalny Rzeczypospolitej Polskiej w São Paulo
Konsulat Generalny Rzeczypospolitej Polskiej w São Paulo (port. Consulado Geral da República da Polônia em São Paulo) – polska misja konsularna w Brazylii utworzona przed II wojną światową, zlikwidowana w 2014.

## Konsulat
Od 2008 r. okręg konsularny placówki obejmował stany: São Paulo, Mato Grosso, Mato Grosso do Sul, Minas Gerais, Rio de Janeiro, Espirito Santo, Bahia, Alagoas, Pernambuco, Sergipe. W odległości 400 metrów, pod adresem Rua Zequinha de Abreu, 240, mieścił się Wydział Promocji Handlu i Inwestycji. Konsulat Generalny został zlikwidowany w 2014 roku w ramach projektu optymalizacji kosztów MSZ. 
Od 2018 r. w São Paulo funkcjonuje konsulat honorowy kierowany przez Andrzeja Bukowińskiego.

## Kierownicy placówki
- II poł. l. 40 – Franciszek Winnicki
- 1949–1953 – Jerzy Grudziński
- ok. 1980 – Mieczysław Klimas(inne języki)
- 1991–1992 – Stanisław Penar
- 1993–1998 – Ryszard Piasecki
- 1998–2004 – Andrzej Lisowski[15]
- 2004–2009 – Marek Kryński[11]
- 2009–2014 – Jacek Such[16]